# Shoegaze
Shoegaze, shoegazing lub shoegazer – podgatunek rocka alternatywnego, powstały pod koniec lat 80. XX wieku w Wielkiej Brytanii.

## Historia
Najprawdopodobniej ten podgatunek zdefiniował irlandzko-brytyjski zespół My Bloody Valentine albumem Isn’t Anything (1988). Nazwę ukuli dziennikarze branżowego czasopisma brytyjskiego „New Musical Express” (NME), obserwując wspólną tendencję gitarzystów zespołów określanych tym mianem do patrzenia w czasie koncertów w dół. Stąd termin „shoegaze”, oznaczający „wpatrywanie się w buty”. 
Najważniejszym elementem brzmienia shoegaze’u jest gitarowa ściana dźwięku i ściszony, „niewyraźny”, lecz bardzo melodyjny wokal. Muzyka shoegaze ma introspekcyjny, emocjonalny charakter. Wśród najważniejszych albumów charakterystycznych dla tego podgatunku są m.in. Loveless zespołu My Bloody Valentine i Nowhere grupy Ride. Ten pierwszy często pojawia się w rankingach podsumowujących lata 90. czy całą historię muzyki popularnej.
Wśród protoplastów gatunku wymienia się m.in. Slowdive, Chapterhouse, Pale Saints, The Boo Radleys, Lush, Plastic Tree, Moose, Teenage Fanclub, Drop Nineteens, Swervedriver, The Field Mice, The Jesus and Mary Chain, Spacemen 3, Cocteau Twins, Galaxie 500; Secret Shine.